# Громовик різнобарвний
Громовик різнобарвний (Onosma polychroma) — вид квіткових рослин родини шорстколистих (Boraginaceae).

## Біоморфологічна характеристика
Це багаторічна рослина 20–60 см заввишки. Віночки на одній рослині різнокольорові: сині, фіолетово-сині, червоні чи жовті, 10–12 мм завдовжки, їхні зубчики б.-м. пухнасті.

## Поширення
Україна, Росія, Казахстан.
В Україні вид зростає у степах — у причорноморських та приазовських районах Херсонської обл. (Чаплинський та Генічеський р-ни), басейні Сів. Донця (на крейдах у Ворошиловградській та Донецькій областях) та у Приазов'ї (річками Кринка, Волноваха).